# Lee Thompson
Lee Jay Thompson (född 5 oktober 1957 i London) är en saxofonist, sångare och låtskrivare i ska/popbandet Madness.
Han kallas också för Kix och El Thommo.
Det var Thompson som startade The North London Invaders, (det som senare skulle komma att bli Madness) 1976, tillsammans med vännerna Michael Barson och gitarristen Christopher Foreman. Han skrev text och musik till deras första singel The Prince. Några andra låtar han medverkade på var texterna till "Embarrassment" och englandsettan "House of Fun".
När Madness splittrades 1986 startade han The Madness tillsammans med Foreman, Graham McPherson och Chas Smash, men det floppade och splittrades efter bara ett album. Istället bildade han The Nutty Boys tillsammans med Foreman, där han lät saxofonen ligga och bara sjöng.
År 1992 återförenades han med resten av Madness i och med deras comeback, och han spelar fortfarande med dem.

## Diskografi
Studioalbum med The Lee Thompson Ska Orchestra
- The Benevolence Of Sister Mary Ignatius (2013)
- Bite the Bullet (2016)

Några låtar av Lee Thompson (med Madness)
- "The Prince" (1979; text och musik av Lee Thompson) UK #16
- "Embarrassment" (1980; text, musik av Michael Barson) UK #4
- "House of Fun" (1982; text, musik av Michael Barson) UK #1
- "Uncle Sam" (1985; text, musik av Christopher Foreman) UK #21
- "Lovestruck" (1999; text, musik av Michael Barson) UK #10